# 더 시크릿 하우스
《더 시크릿 하우스》(El Secreto de Marrowbone, Marrowbone)는 스페인에서 제작된 세르지오 G. 산체즈 감독의 2017년 드라마, 공포, 스릴러 영화이다. 조지 맥케이 등이 주연으로 출연하였고 벨렌 아티엔자 등이 제작에 참여하였다. 2017년 토론토 국제영화제의 Special Presentations 부문에서 상영되었으며 2017년 10월 27일 유니버설 픽처스에 의해 스페인에서 개봉되었다.

## 출연

### 주연
- 조지 맥케이
- 안야 테일러 조이
- 찰리 히튼
- 매튜 스태그

### 조연
- 미아 고스
- 카일 소예르
- 니콜라 해리슨
- 톰 피셔
- 폴 제슨

## 기타
- 사운드슈퍼바이저: 펠라요 구티에레즈
- 미술: 패트릭 살바도르
- 시각효과: 알렉스 비야그라사
- 의상: 소니아 그랜드
- 의상: 소니아 그랜드
- 배역: 카렌 린제이 스튜어트